# Rhynchomys
A Rhynchomys az emlősök (Mammalia) osztályának a rágcsálók (Rodentia) rendjébe, ezen belül az egérfélék (Muridae) családjába tartozó nem.

## Rendszerezés
A nembe az alábbi 4 faj tartozik:
- Rhynchomys banahao Balete, Rickart, Rosell-Ambal, Jansa & Heaney, 2007
- Isarog-ormányosegér (Rhynchomys isarogensis) Musser & Freeman, 1981
- cickányképű ormányosegér (Rhynchomys soricoides) Thomas, 1895 – típusfaj
- Rhynchomys tapulao Balete, Rickart, Rosell-Ambal, Jansa & Heaney, 2007